# Джордан, Стивен
Стивен Роберт Джордан (англ. Stephen Robert Jordan; 6 марта 1982, Уортингтон, Манчестер, Англия) — английский футболист, играющий на позиции защитника. Известен выступлением за клубы «Манчестер Сити» и «Бернли».

## Карьера
«Манчестер»
Стивен родился в Уоррингтоне, районе Манчестера, и был фанатом «Манчестер Сити» с детства. Вскоре, его мечта осуществилась и он присоединился к академии «горожан» в возрасте восьми лет. В 2000 году он стал частью молодежной команды, и спустя два года он присоединился к первой команде «Манчестера».
В течение первых двух сезонов в «Манчестер Сити», Джордану не дебютировать в основном составе и, в результате, был отдан в аренду клубу второй футбольной лиги Англии «Кембридж Юнайтед» в октябре 2002 года и пробыл там три месяца. Он дебютировал в клубе в первый же день, сыграв полные девяносто минут ничейного матча (2:2) с «Рексем» на стадионе «Эбби». Он продолжал играть и сыграл, в итоге, 11 матчей за клуб и вернулся в Манчестер в январе 2003 года. Он дебютировал в первой команде «Манчестер Сити» в том же году, выйдя на замену в концовке матча, в игре против «Болтон Уондерерс» в начале апреля.